# Amico da Venafro
Amico da Venafro, geboren als Amico Santabarbara (* um 1490 in Venafro; † 5. Mai 1530 in Florenz), war ein italienischer Condottiere. Er war einer der vier florentinischen Hauptleute, die die Miliz im Widerstand gegen die Kaiserlichen unter Karl V. befehligten.

## Leben
Er wurde als Sohn einer angesehenen Familie aus Venafro geboren. Da er nicht der älteste Sohn war, konnte er den Familienbesitz nicht erben und entschied sich für eine militärische Laufbahn. Er verbrachte lange Zeit bei Giovanni dalle Bande Nere, dessen Schüler und Assistent er wurde.
Im Jahr 1527 wurde er von der Republik Florenz angeworben, um die Stadt gegen die Spanier unter Karl V. zu verteidigen. Im August 1529 verteidigte er zusammen mit Pasquino Corso Cortona.
Im September 1529 musste er die Kaserne von Cortona verlassen, ohne seine Gegner bekämpfen zu können, da die ihm unterstellten Infanteristen von einer Epidemie heimgesucht wurden. Im Oktober trat er in die Florentiner Wachmannschaft ein und flankierte Marzio Orsini auf dem Hügel von Giramonte. Bei Barduccio bekämpfte er erfolgreich die Infanterie unter Piermaria dei Rossi.
Während der Belagerung von Florenz durch Karl V. war er einer der vier Hauptmänner unter Malatesta Baglioni. Im März 1530 wurde er während der Kämpfe durch einen Arkebusenschuss am Arm verwundet. Außerdem erlitt er Verbrennungen durch ein explodierendes Pulverfass. An seiner Seite kämpfte auch sein junger Sohn Lucius.
Am 5. Mai 1530 wurde er, allein und unbewaffnet, in der Nähe der Kirche San Francesco von einer Gruppe von Mördern, die Stefano Colonna angeheuert hatte, um sich für eine ihm zugefügte Beleidigung zu rächen, mit 27 Messerstichen niedergestreckt. Obwohl keine weiteren biographischen Informationen über diesen Condottiere vorliegen, ist sein Name eng mit der verzweifelten Verteidigung von Florenz verbunden.